# Sulfasalazine
Sulfasalazine is een sulfapreparaat, een afgeleide van mesalazine dat primair gebruikt wordt als ontstekingsremmer bij de behandeling van colitis ulcerosa en reumatoïde artritis. In tegenstelling tot de meeste NSAIDs heeft Sulfasalazine geen noemenswaardige effecten als pijnstiller. Sulfasalazine wordt in de darm omgezet tot de werkzame stoffen mesalazine en sulfapyridine. Waarom mesalazine een gunstige werking op het darmslijmvlies heeft is nog niet duidelijk. Sulfapyridine en/of sulfasalazine is verantwoordelijk voor het effect op reumatoïde artritis, al is het werkingsmechanisme niet goed bekend.
Sulfasalazine is onder meer in de handel onder de merknamen Salazopyrine en Sulfasalazine Suspensie FNA en is alleen op recept te verkrijgen. Het geneesmiddel is in Nederland geregistreerd in het jaar 1967 maar is al in 1944 op de internationale markt gekomen.
De stof is opgenomen in de lijst van essentiële geneesmiddelen van de WHO.

## Indicaties
- Ziekte van Crohn.
- Colitis ulcerosa.
- Proctitis ulcerosa.
- Reumatoïde artritis.

## contra-indicaties
- Kinderen jonger dan 2 jaar.
- Ernstige leverfunctiestoornissen.
- Ernstige nierfunctiestoornissen.
- Porfyrie

## bijwerkingen
Als bijwerkingen worden onder andere genoemd braken, buikpijn, droge hoest, duizeligheid, anorexie, artralgie, hoofdpijn, oranje-gele verkleuring van huid en urine, erytheem, misselijkheid, oligospermie.